# Oretani

Carte montrant la localisation du peuple Oretani dans la péninsule Ibérique.

Les Oretani étaient un peuple préromain qui habitaient les terres qui vont de la Sierra Morena jusqu'au bassin de l'Anas (aujourd'hui la Guadiana). Il s'agit actuellement des provinces de Ciudad Real  et de Jaén, au-delà du Saltus Castulonensis qui marquaient la limite entre les provinces romaines d'Hispanie citérieure et d'Hispanie ultérieure.

## Histoire
La plus grande ville des Oretani était Castulo. Ses habitants, originaires de la Sierra Morena et de la partie sud du plateau, contrôlaient une zone qui comptait des villes importantes s'étendant sur plus de 10 hectares comme Sisapo (aujourd'hui La Bienvenida), Lacurris ou Larcuris (Alarcos - Ciudad Real) et Cerro de las Cabezas (aujourd'hui Valdepeñas), ainsi que de vastes zones comme des pénéplaines et les voies de communication. 
Quelques noms de rois des Oretani sont connus aujourd'hui, comme Orisón qui vainquit les Carthaginois à Héliké (probablement aujourd'hui Elche de la Sierra, dans la province d'Albacete) avec un curieux stratagème,. 
Il est possible que peu de temps avant l'arrivée romaine en Ibérie, le territoire soit sous contrôle d'un unique souverain, ce qui expliquerait le mariage d'Hannibal Barca à la princesse des Oratani Himilce, fille de Mucro roi de Castulo. Une intense « ibérisation » des Oretani se produisit déjà à l'aetas orientalizans, à en juger d'après les céramiques. 
Leurs sanctuaires sont les plus riches du monde ibérique. À Alarcos, un art de grande qualité existait au service des élites raffinées et puissantes, comme l'indiquent les céramiques, les bronzes et les trésors d'argent très fréquents dans la zone de la Sierra Morena.

## Annexe